# Kuule minua
Kuule minua (in finlandese "Ascoltami") è il terzo singolo tratto dal terzo album di studio, III, della band rock finlandese Haloo Helsinki!, pubblicato il 14 ottobre 2011 dalla EMI Music Finland.
Il singolo è entrato nelle classifiche finlandesi raggiungendo la nona posizione.

## Tracce
1. Kuule minua – 4:51
2. Totuus ja valhe – 3:34

## Classifiche
| Classifica (2011)    | Posizione |
| -------------------- | --------- |
| Finlandia            | 9         |
| Finlandia (download) | 9         |